# ژی‌بی‌جی
ژی‌بی‌جی (انگلیسی: JBG Smith) شرکت املاک آمریکایی است، که در سال ۱۹۵۷ تأسیس شد.